# Noor Hassanali
Noor Mohamed Hassanali (ur. 13 sierpnia 1918 w San Fernando, zm. 25 sierpnia 2006 w Westmoorings) – trynidadzko-tobagijski polityk, prawnik, prezydent w latach 1987–1997.
Był szóstym z siedmiorga rodzeństwa. Po nauce w lokalnych szkołach (m.in. Naparima College, prowadzonym przez kanadyjskich misjonarzy prezbiteriańskich) i kilku latach pracy w tej placówce w charakterze nauczyciela, wyjechał w 1943 do Kanady na studia prawnicze. Studiował na Uniwersytecie Toronto, jednocześnie odbywając służbę wojskową. Po ukończeniu studiów zdał w 1947 egzamin adwokacki w Londynie.
Po powrocie na Trynidad prowadził prywatną praktykę prawniczą, następnie pracował w państwowym wymiarze sprawiedliwości. W 1966 został mianowany sędzią Sądu Najwyższego, w 1978 przeszedł do pracy w Sądzie Apelacyjnym. W 1985 odszedł w stan spoczynku. Dwa lata później został wybrany na prezydenta z poparciem Narodowego Sojuszu Odnowy. Urząd objął w lutym 1987, zastępując Ellisa Clarke. Był pierwszym muzułmaninem na czele państwa na kontynencie amerykańskim. Cieszył się dużą popularnością i w 1992 został wybrany na drugą kadencję prezydencką, tym razem głosami Narodowego Ruchu Ludowego. W 1989 przeżył próbę zamachu na życie, kiedy nieznany sprawca ostrzelał samochód prezydencki. W 2003 wydany został zbiór jego przemówień Teaching Words.
Z małżeństwa z Zalayhar Mohammed miał dwoje dzieci. Syn Khalid pracował w administracji gospodarczej.
W młodości z powodzeniem uprawiał sport, m.in. wspólnie z braćmi grał w piłkę nożną w drużynie Naparima College. Jeden z braci Fyzul opublikował dwie książki o krykiecie. Noor Hassanali był również spokrewniony z Manny Ramjohnem, biegaczem, olimpijczykiem, mistrzem igrzysk Ameryki Środkowej i Karaibów. Krewną Hassanaliego jest Jean Ramjohn-Richards, żona George’a Maxwella Richardsa, jednego z jego następców na stanowisku prezydenta Trynidadu i Tobago.